# Anna Van Hooft
Anna Van Hooft es una actriz canadiense, más conocida por haber interpretado a la princesa Aurora en la serie Flash Gordon.

## Carrera
En 2005 se unió al elenco de la serie animada Trollz, donde prestó su voz para el personaje de Onyx Von Trollenberg hasta el final en 2006. En 2007 se unió al elenco principal de la serie Flash Gordon, donde interpretó a la princesa Aurora hasta el final de la serie en 2008. En 2009 apareció por primera vez como invitada en la serie Fringe, donde interpretó a la asistente de Nina hasta 2012.
En 2011 apareció como invitada en la serie True Justice, donde dio vida a Cynthia. En 2013 apareció como invitada en un episodio de la popular serie Supernatural, donde interpretó a la deidad Artemis, la diosa griega de la caza. En 2014 apareció como invitada en la serie Witches of East End, donde interpreta a Caroline.

## Filmografía

### Series de televisión
| Año               | Título                         | Personaje            | Notas                                         |
| ----------------- | ------------------------------ | -------------------- | --------------------------------------------- |
| 2014 - presente   | Witches of East End            | Caroline             | 2 episodios                                   |
| 2013              | Arrow                          | Jenn                 | episodio "Salvation"                          |
| 2013              | Supernatural                   | Artemis              | episodio "Remember the Titans"                |
| 2013              | Emily Owens, M.D.              | Sierra               | episodio "Emily and... The Car and the Cards" |
| 2009, 2011 - 2012 | Fringe                         | Asistente            | 4 episodios                                   |
| 2010 - 2011       | True Justice                   | Cynthia              | 3 episodios                                   |
| 2011              | Human Target                   | Andrea               | episodio "A Problem Like Maria"               |
| 2007 - 2008       | Flash Gordon                   | Princesa Aurora      | 15 episodios                                  |
| 2006              | CSI: Crime Scene Investigation | Stephanie            | episodio "I Like to Watch"                    |
| 2005 - 2006       | Trollz                         | Onyx Von Trollenberg | 8 episodios                                   |
| 2000              | Caitlin's Way                  | Joven                | episodio "Playing Caitlin"                    |

### Películas
| Año  | Título                              | Personaje   | Notas |
| ---- | ----------------------------------- | ----------- | --- |
| 2012 | Halloweenies                        | Miss Malone | corto - junto a Brandon Gage, Louis Iacoviello, Andrew Pagana, C.M. Schwartzy & Ron Yavnieli                   |
| 2006 | The Wicker Man                      | Asistente   | junto a Nicolas Cage, Ellen Burstyn, Kate Beahan, Frances Conroy, Molly Parker, Leelee Sobieski & Diane Delano |
| 2004 | The Incredible Mrs. Ritchie         | Samantha    | junto a Gena Rowlands, Kevin Zegers, David Schofield, Leslie Hope, Cameron Daddo, James Caan & Justin Chatwin  |
| 2003 | Hollywood Wives: The New Generation | Novia       | junto a Farrah Fawcett, Melissa Gilbert, Robin Givens, Dorian Harewood, Pascale Hutton & Eric Johnson          |

## Premios y nominaciones
| Año  | Categoría                                                    | Premio    | Serie        | Resultado |
| ---- | ------------------------------------------------------------ | --------- | ------------ | --------- |
| 2008 | Best Supporting Performance by a Female in a Dramatic Series | Leo Award | Flash Gordon | Nominada  |